# Hermannia hispidula
Hermannia hispidula är en malvaväxtart som beskrevs av Heinrich Gottlieb Ludwig Reichenbach. Hermannia hispidula ingår i släktet Hermannia och familjen malvaväxter. Inga underarter finns listade i Catalogue of Life.